# Hrobka Černínů
Hrobka Černínů, také  Czerninů nebo Černínská hrobka (latinsky crypta comitum de Czernin) je klasicistní stavba z první poloviny 19. století, která stojí na hřbitově při Mladoboleslavské ulici v Praze-Vinoři. Sloužila jako pohřebiště vinořské linie šlechtického rodu Czerninů. Budova je památkově chráněná, je v majetku Hlavního města Prahy a spravuje ji Městská část Praha-Vinoř.

## Historie

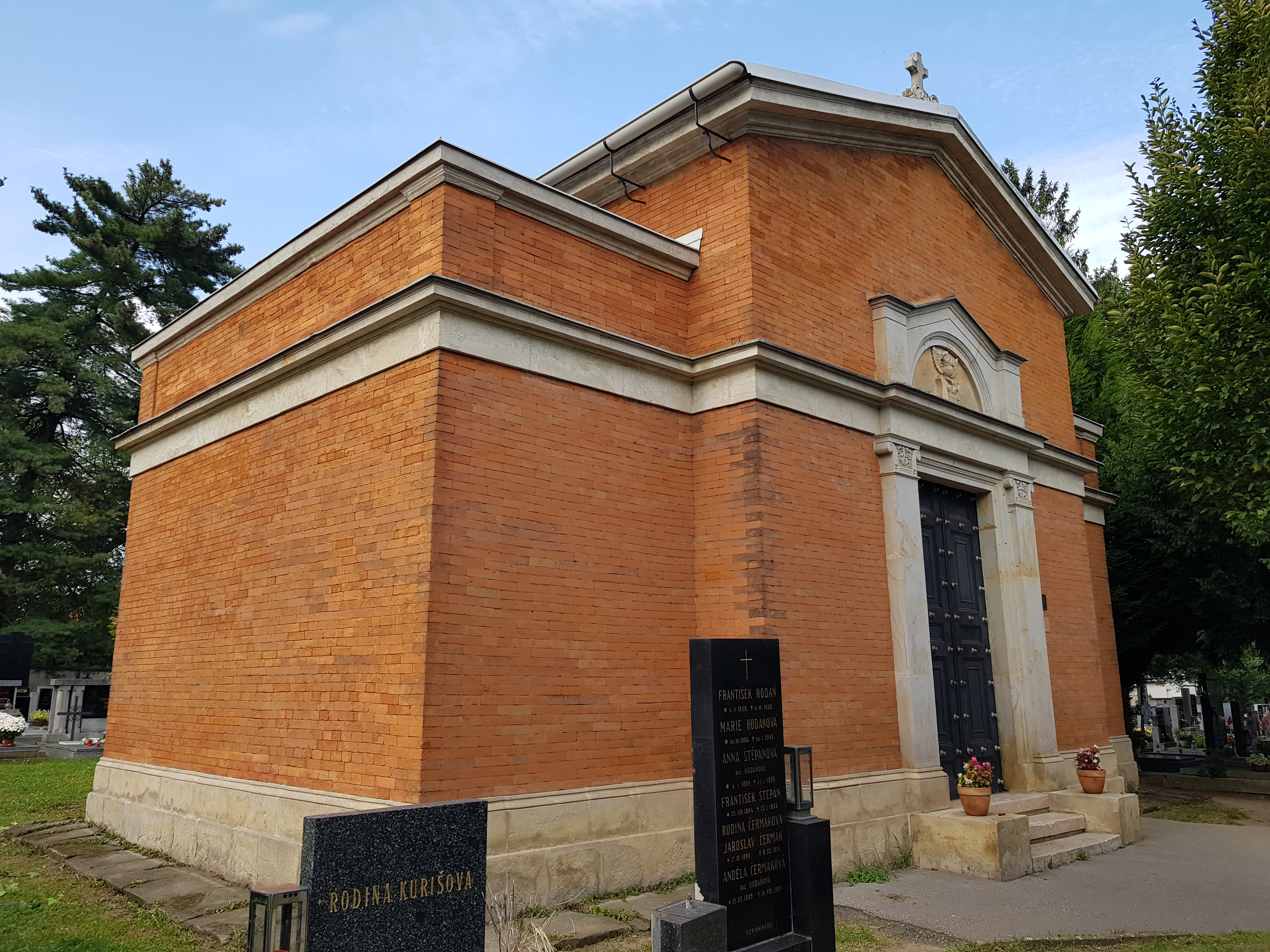
Pohled od jihu

Czerninové vlastnili nevelké panství Vinoř od roku 1650, kdy ho koupil Heřman Czernin z Chudenic (1576–1651) od Karla Ferdinanda z Waldsteinu (1634–1702). V roce 1797 bylo přepsáno na vinořskou větev rodu.
Hřbitov, na kterém hrobka stojí, byl založen v roce 1805. Klasicistní reprezentativní hrobka byla postavena někdy mezi lety 1805 a 1841. Tehdy vlastnil vinořské panství Wolfgang Maria Czernin (1766–1813) a po něm jeho syn Otakar Evžen Czernin z Chudenic (1809–1886). Žádná dokumentace se nezachovala, architekt je neznámý.
Po první světové válce byl Ottokar Czernin (1872–1932) pro svůj nepřátelský postoj k nové republice   zbaven, částečně za náhradu, veškerého majetku v Československu.

## Architektura

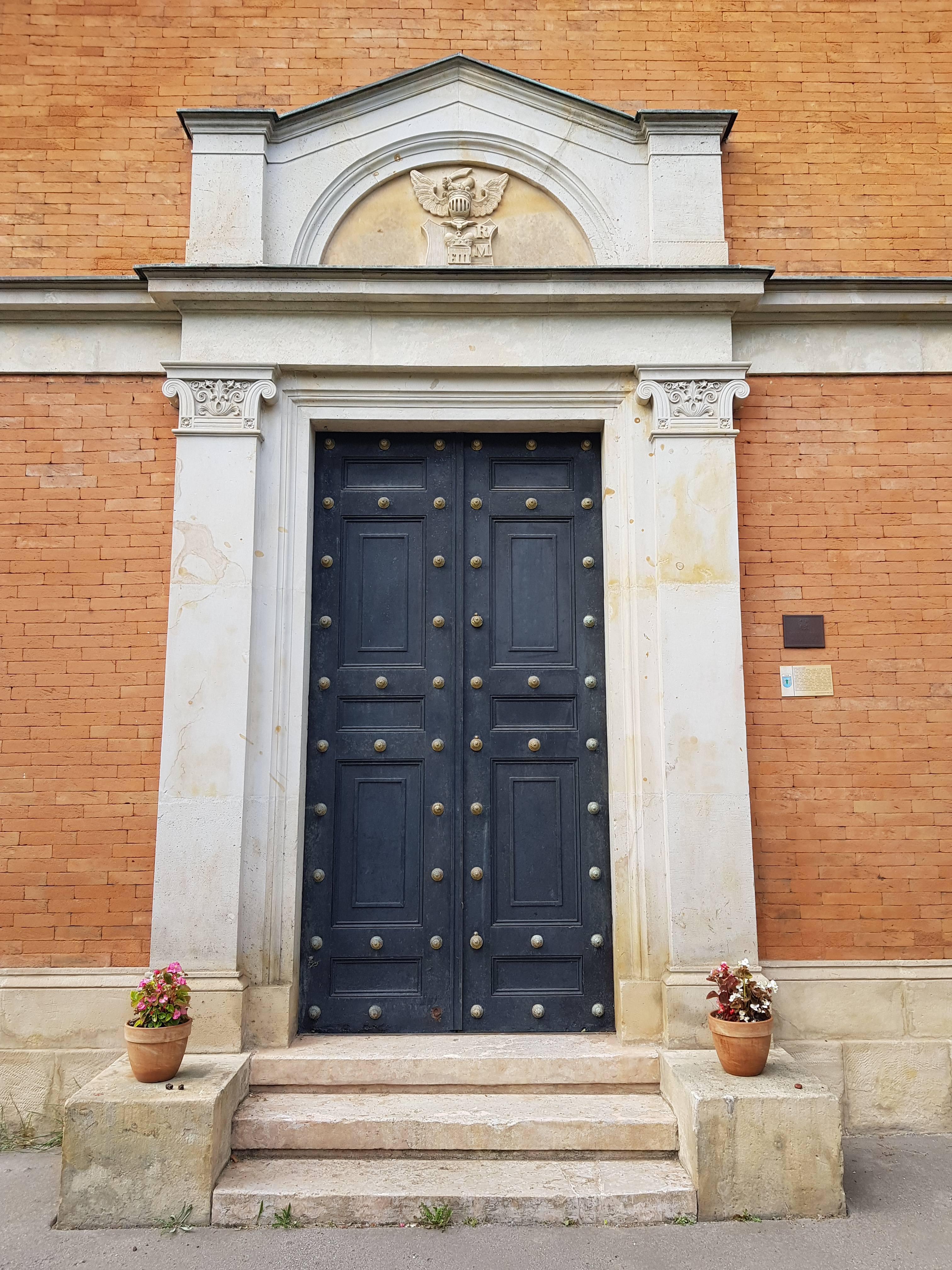
Portál

Czerninská hrobka je volně stojící stavba se střední převýšenou částí a nižšími křídly na bocích a zadní straně. Byla zbudována z režného cihelného zdiva, všechny architektonické detaily jsou však z kamene. Střešní krytina je z plechu.
Průčelí směřuje k jihovýchodu. Jeho střední vyšší část, která je zakončena trojúhelným štítem, tvoří rizalit. Na vrcholu štítu vévodí kamenný kříž na podstavci. Edikulový portál je zvýrazněn nástavcem nad římsou, jejíž oblomená část slouží zároveň jako architráv edikuly. Po stranách vstupu jsou pilastry se stylizovanými hlavicemi tvořenými florálními prvky. V tympanonu se nachází czerninský erb. Průčelí je rozčleněno horizontálními architektonickými články, ke kterým patří kamenný sokl ukončený profilovanou římsou, hlavní římsa oddělující horní část stavby a drobnější korunní římsy, které završují jak plné atiky na nižších postranních částech, tak lemují trojúhelný štít. Vstupní kovové dveře jsou dvoukřídlé, jsou členěny výplněmi a vyzdobeny hřeby s dekorativní hlavicí.
Boční zjednodušené fasády jsou členěny soklem, hlavní římsou a římsou atiky, která překrývá střechu bočních křídel. Na zadní fasádě je lunetové okno s rustikovým ostěním. Na zadní stěně je také umístěna mramorová deska s těžko čitelným nápisem: WYSOCE VROZENÝ PAN HRABIE / WOLFGANG CZERNIN Z CHVDENIC / PAN PANSTVÍ WINORZ A S. AT. V / GBELL, SATALIC, RADONIC A CZWRŽOWIZ / CYS. KRÁL. KOMORNIK OBRSST W WOGSKV / KOMANDATOR CYS. RAK. ....

## Interiér

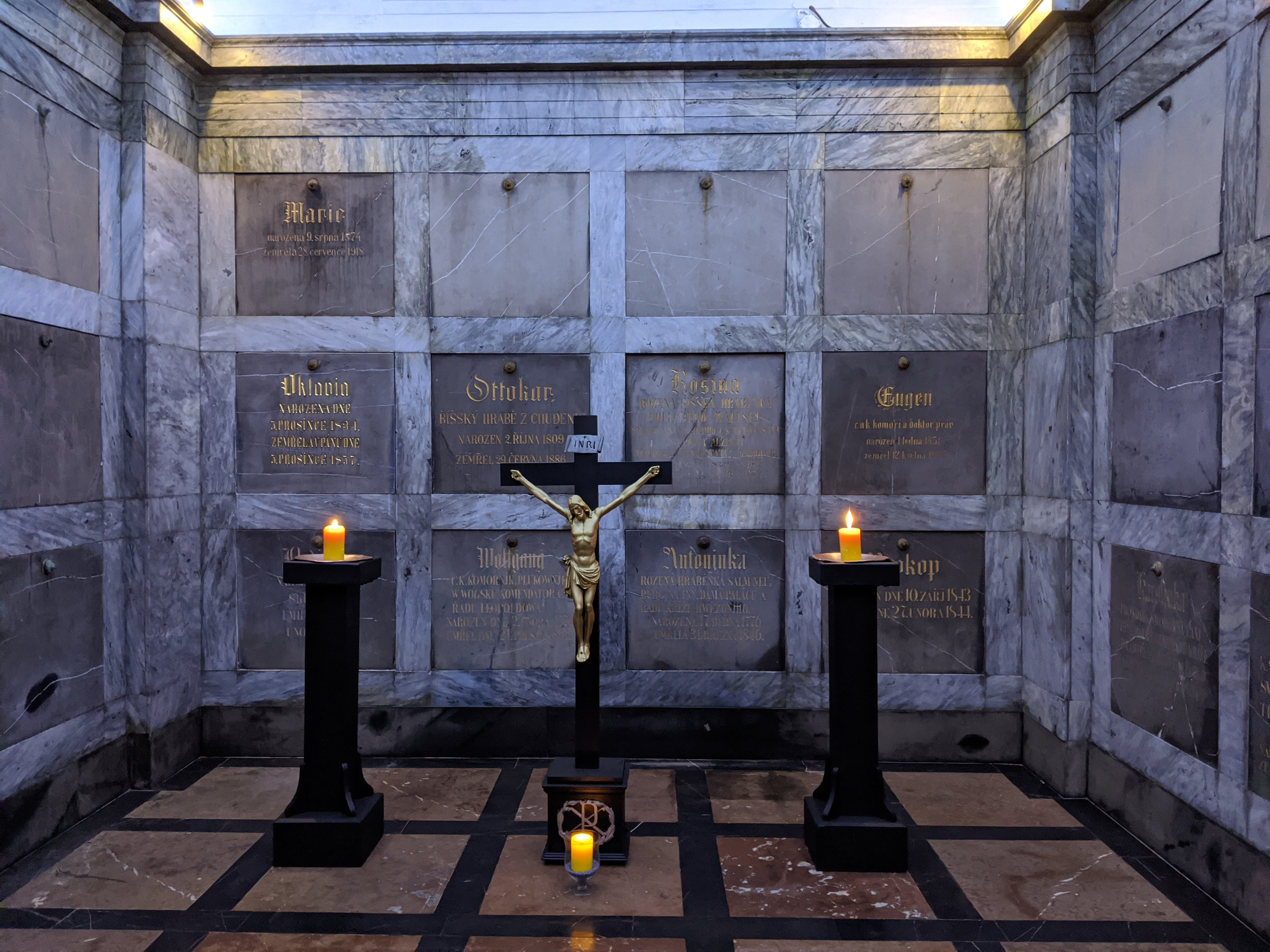
Interiér

Kaple má obdélný půdorys a je sklenuta křížovou klenbou svedenou na příložky v rozích s lunetami. Luneta proti vstupu tvoří osvětlovací okno, ostatní lunety jsou zaslepeny. Profilovaná hlavní římsa obíhající celý vnitřní prostor je z mramoru. Mramorem je rovněž obložena dolní část hrobky. Celkem se zde  nachází 36 kójí na rakve (po 12 kójích na 3 stěnách). Jednotlivé sklípky pro rakve jsou odděleny mramorovými pásky a opatřeny nápisovými deskami. Na desce Antonie, provdané hraběnky z Fünfkirchenu (1841–1874) je při dolním okraji nápis: OTTO SANDTNER PRAHA. Podlaha je také z mramoru a koresponduje se vzorcem na stěnách. Lemující pásy jsou z modrošedého mramoru, střed je vyplněn růžovým mramorem.
Vybavení kaple je empírové, vesměs z černě lakovaného dřeva. Oltář stojí na dřevěném stupni. Menza půlválcového tvaru spočívá na čtveřici nožek tvaru lvích tlap. Kříž je z černě lakovaného dřeva, zatímco korpus ze zlaceného dřeva. Krucifix je na podstavci s reliéfem chíró ve stylizovaném vavřínovém věnci. Součástí oltáře jsou 3 mešní tabulky, které jsou připevněny k predele oltáře (po roce 1813). Po stranách menzy je dvojice dřevěných pilířků na smuteční svíce.

## Seznam pohřbených
V kapli bylo pohřbeno šestnáct příslušníků rodu Czerninů nebo jejich příbuzných.
Z vinořské linie Czerninů pocházel také Ottokar Czernin (26. září 1872 Dymokury – 4. duben 1932 Vídeň), ministr zahraničních věcí Rakousko-Uherska (1916–1918). Po první světové válce zůstal v Rakousku a byl pohřben, stejně jako manželka Marie, roz. Kinská (1878–1945), na hřbitově v Bad Aussee ve Štýrsku.
V hrobce byl kromě Czerninů pohřben i Jindřich Bělohříbek (1878–1942), generální ředitel Živnobanky, který koupil statek a zámek Vinoř v roce 1925. Dále jeho žena Melanie, rozená Larischová z Mönnichu (1895–1942) a dcera Melanie, která zemřela na tuberkulózu v mladém věku. Mramorové desky před jejich sklípky ovšem nejsou označeny. V níže uvedené tabulce nejsou uvedeni.

### Chronologicky podle data úmrtí
V tabulce jsou uvedeny základní informace o pohřbených. Fialově jsou vyznačeni příslušníci rodu Czerninů, žlutě jsou vyznačeni manželé a manželky z jiných rodů, pokud zde byli pohřbeni. Červeně jsou zvýrazněny hlavy vinořské linie a majitelé statku Vinoř. Přestože jsou předkové Czerninů připomínáni už ve 12. století, zde jsou generace počítány až od Humprechta Czernina (1447 – po 1499). U manželek je generace v závorce a týká se generace manžela, u Karla Thysebaerta se jedná o generaci manželky. Děti jsou vypsány v poznámce u matky, avšak pokud byla matka pohřbena jinde, jsou děti uvedeny v poznámce u otce.
| Po-řadí | Gene-race | Jméno pohřbeného                                | Datum a místo narození         | Otec                                                                            | Datum a místo sňatku, choť                                                                     | Pohřeb a uložení do hrobky                                                                 | Poznámky |
| Po-řadí | Gene-race | Jméno pohřbeného                                | Datum a místo úmrtí            | Matka                                                                           | Datum a místo sňatku, choť                                                                     | Pohřeb a uložení do hrobky                                                                 | Poznámky |
| ------- | --------- | ----------------------------------------------- | ------------------------------ | ------------------------------------------------------------------------------- | ---------------------------------------------------------------------------------------------- | ------------------------------------------------------------------------------------------ | --- |
| 1.      | 10.       | Wolfgang Maria Czernin z Chudenic               | 2. 2. 1766                     | Prokop Vojtěch Czernin z Chudenic 23. 3. 1726 – 30. 1. 1777 Praha               | 11. 10. 1795: Marie Antonie ze Salm-Neuburgu (č. 2)                                            | Pohřben 24. 12. 1813 u zdejšího farního kostela. Později ostatky uloženy v rodinné hrobce. | Zakladatel vinořské větvě rodu. C. k. komoří, plukovník v armádě, komandér Leopoldova řádu. Podle odstupní smlouvy z 9. června 1797 získal vinořské panství se statky Kbely, Letňany, Radonice a Satalice. Nejstarší nevlastní bratr Jan Rudolf (1757–1845), který se stal dědicem fideikomisu, byl pohřben v kostele sv. Jakuba v Jindřichově Hradci. |
| 1.      | 10.       | Wolfgang Maria Czernin z Chudenic               | 21. 12. 1813                   | Marie Tereza Rajská z Dubnic 17. 5. 1736 Syrakusy – 5. 2. 1780 Praha            | 11. 10. 1795: Marie Antonie ze Salm-Neuburgu (č. 2)                                            | Pohřben 24. 12. 1813 u zdejšího farního kostela. Později ostatky uloženy v rodinné hrobce. | Zakladatel vinořské větvě rodu. C. k. komoří, plukovník v armádě, komandér Leopoldova řádu. Podle odstupní smlouvy z 9. června 1797 získal vinořské panství se statky Kbely, Letňany, Radonice a Satalice. Nejstarší nevlastní bratr Jan Rudolf (1757–1845), který se stal dědicem fideikomisu, byl pohřben v kostele sv. Jakuba v Jindřichově Hradci. |
| 2.      | (10.)     | Marie Antonie ze Salm-Neuburgu                  | 16. 4. 1766 Brno               | Karel Vincenc ze Salm-Neuburgu 9. 5. 1744 Olomouc – 12. 5. 1784 Olomouc         | 11. 10. 1795: Wolfgang Maria Czernin z Chudenic (č. 1)                                         | Pohřbena 6. 4. 1840 na vinořském hřbitově.                                                 | Ultima familiae. Dáma Řádu hvězdového kříže a palácová dáma. Zemřela ve věku 63 let na vysílení. Narodily se jí následující děti: - 1. Oktávie, provd. Merveldtová (1802–1879; pohřbena na hřbitově v Bad Ischlu) - 2. Marie Henrietta, provd. Kinská (1806–1872; pohřbena v hrobce Kinských v Budenicích) - 3. Otakar Evžen (1809–1886; č. 11) |
| 2.      | (10.)     | Marie Antonie ze Salm-Neuburgu                  | 31. 3. 1840 Vídeň              | Marie Anna z Khevenhüller-Metsch 3. 4. 1747 Vídeň – 20. 6. 1777 Vídeň           | 11. 10. 1795: Wolfgang Maria Czernin z Chudenic (č. 1)                                         | Pohřbena 6. 4. 1840 na vinořském hřbitově.                                                 | Ultima familiae. Dáma Řádu hvězdového kříže a palácová dáma. Zemřela ve věku 63 let na vysílení. Narodily se jí následující děti: - 1. Oktávie, provd. Merveldtová (1802–1879; pohřbena na hřbitově v Bad Ischlu) - 2. Marie Henrietta, provd. Kinská (1806–1872; pohřbena v hrobce Kinských v Budenicích) - 3. Otakar Evžen (1809–1886; č. 11) |
| 3.      | 12.       | Bedřich Czernin z Chudenic                      | 6. 8. 1839                     | Otakar Evžen Czernin z Chudenic (č. 11)                                         |                                                                                                | Pohřben 22. 2. 1842.                                                                       | Zemřel ve dvou letech a sedmi měsících na následky těžce přechozené spály a tyfu. |
| 3.      | 12.       | Bedřich Czernin z Chudenic                      | 20. 2. 1842 Praha-Nové Město   | Rosina z Colloredo-Wallsee (č. 10)                                              |                                                                                                | Pohřben 22. 2. 1842.                                                                       | Zemřel ve dvou letech a sedmi měsících na následky těžce přechozené spály a tyfu. |
| 4.      | 10.       | Marie Karolína Czerninová z Chudenic            | 15. 4. 1771 nebo 1772          | Prokop Vojtěch Czernin z Chudenic 23. 3. 1726 – 30. 1. 1777 Praha               | 17. 7. 1797: Karel Thysebaert / Thyfibiart auf Königsbrack (č. 7)                              | Pohřbena 19. 12. 1842.                                                                     | Dáma Řádu hvězdového kříže. Sestra Wolfganga Czernina z Chudenic (č. 1). Zemřela ve věku 71 let na ochrnutí střev. |
| 4.      | 10.       | Marie Karolína Czerninová z Chudenic            | 16. 12. 1842 Praha-Malá Strana | Marie Tereza Rajská z Dubnic 17. 5. 1736 Syrakusy – 5. 2. 1780 Praha            | 17. 7. 1797: Karel Thysebaert / Thyfibiart auf Königsbrack (č. 7)                              | Pohřbena 19. 12. 1842.                                                                     | Dáma Řádu hvězdového kříže. Sestra Wolfganga Czernina z Chudenic (č. 1). Zemřela ve věku 71 let na ochrnutí střev. |
| 5.      | 12.       | Prokop Czernin z Chudenic                       | 10. 9. 1843                    | Otakar Evžen Czernin z Chudenic (č. 11)                                         |                                                                                                | Pohřben 29. 2. 1844 na hřbitově.                                                           | Zemřel jako kojenec ve věku pěti měsíců a tří týdnů na ochrnutí mozku. |
| 5.      | 12.       | Prokop Czernin z Chudenic                       | 27. 2. 1844 Praha-Nové Město   | Rosina z Colloredo-Wallsee (č. 10)                                              |                                                                                                | Pohřben 29. 2. 1844 na hřbitově.                                                           | Zemřel jako kojenec ve věku pěti měsíců a tří týdnů na ochrnutí mozku. |
| 6.      | 10.       | Marie Františka Czerninová z Chudenic           | 9. 3. 1775                     | Prokop Vojtěch Czernin z Chudenic 23. 3. 1726 – 30. 1. 1777 Praha               |                                                                                                | Zaopatřena v Praze, pohřbena 19. 4. 1847 v kryptě hrabat Czerninů.                         | Řeholnice – kapitulárka v Novoměstském ústavu šlechtičen u sv. Andělů v Praze. Sestra Wolfganga Czernina z Chudenic (č. 1). Zemřela ve věku 72 let na ochrnutí plic. |
| 6.      | 10.       | Marie Františka Czerninová z Chudenic           | 15. 4. 1847 Praha              | Marie Tereza Rajská z Dubnic 17. 5. 1736 Syrakusy – 5. 2. 1780 Praha            |                                                                                                | Zaopatřena v Praze, pohřbena 19. 4. 1847 v kryptě hrabat Czerninů.                         | Řeholnice – kapitulárka v Novoměstském ústavu šlechtičen u sv. Andělů v Praze. Sestra Wolfganga Czernina z Chudenic (č. 1). Zemřela ve věku 72 let na ochrnutí plic. |
| 7.      | (10.)     | Karel Thysebaert / Thyfibiart auf Königsbrack   | 15. 9. 1763                    | ?                                                                               | 17. 7. 1797: Marie Karolína Czerninová z Chudenic (č. 4)                                       | Dne 5. 3. 1851 byl v Praze a zde pokropen a uložen do hřbitovní krypty.                    | Baron rodem z Nizozemska, c. k. komoří. |
| 7.      | (10.)     | Karel Thysebaert / Thyfibiart auf Königsbrack   | 3. 3. 1851 Praha               | ?                                                                               | 17. 7. 1797: Marie Karolína Czerninová z Chudenic (č. 4)                                       | Dne 5. 3. 1851 byl v Praze a zde pokropen a uložen do hřbitovní krypty.                    | Baron rodem z Nizozemska, c. k. komoří. |
| 8.      | 12.       | Oktávie Czerninová z Chudenic                   | 5. 12. 1834                    | Otakar Evžen Czernin z Chudenic (č. 11)                                         |                                                                                                | Pohřbena 8. 12. 1857 v hraběcí rodinné czerninské hrobce na hřbitově.                      | Zemřela v den svých 23 narozenin na ochrnutí mozku následkem předešlé pakostnice. |
| 8.      | 12.       | Oktávie Czerninová z Chudenic                   | 5. 12. 1857 Vinoř              | Rosina z Colloredo-Wallsee (č. 10)                                              |                                                                                                | Pohřbena 8. 12. 1857 v hraběcí rodinné czerninské hrobce na hřbitově.                      | Zemřela v den svých 23 narozenin na ochrnutí mozku následkem předešlé pakostnice. |
| 9.      | 12.       | Marie Antonie Czerninová z Chudenic             | 3. 1. 1841                     | Otakar Evžen Czernin z Chudenic (č. 11)                                         | 19./29. 10. 1871: Ferdinand z Fünfkirchenu 20. 9. 1834 – 18. 12. 1898                          | Pohřbena 8. 1. 1874 v hraběcí czerninské rodinné hrobce ve Vinoři.                         | Dáma Řádu hvězdového kříže. Zemřela ve věku 33 let na ochrnutí plic. |
| 9.      | 12.       | Marie Antonie Czerninová z Chudenic             | 6. 1. 1874 Praha-Malá Strana   | Rosina z Colloredo-Wallsee (č. 10)                                              | 19./29. 10. 1871: Ferdinand z Fünfkirchenu 20. 9. 1834 – 18. 12. 1898                          | Pohřbena 8. 1. 1874 v hraběcí czerninské rodinné hrobce ve Vinoři.                         | Dáma Řádu hvězdového kříže. Zemřela ve věku 33 let na ochrnutí plic. |
| 10.     | (11.)     | Rosina z Colloredo-Wallsee                      | 1. 8. 1815 Praha               | Josef z Colloredo-Wallsee 29. 7. 1773 – 23. 1. 1815                             | 1. 8. 1833 Praha: Otakar Evžen Czernin z Chudenic (č. 11)                                      | Pohřbena 15. 2. 1874 v hraběcí czerninské rodinné hrobce ve Vinoři.                        | Palácová dáma, majitelka panství (statku) Dymokury. Zemřela ve věku 58 let na ochrnutí srdce. Narodily se jí následující děti: - 1. Oktávie (1834–1857; č. 8) - 2. Děpold (Theobald; 1836–1893; č. 12) - 3. Rosina Josefa, provd. Westphalen zu Fürstenberg (1837–1904; pohřbena v kapli Nejsvětější Trojice v Chlumci) - 4. Bedřich (1839–1942; č. 3) - 5. Antonie (1841–1874; č. 9) - 6. Josef (1842–1923; vlastnil statek Hořákov na Klatovsku, pohřben na Olšanských hřbitovech v Praze) - 7. Prokop (1843–1844; č. 5) - 8. Marie, provd. z Herzogenbergu (1844–1935) - 9. Evžen (1851–1907; č. 14) |
| 10.     | (11.)     | Rosina z Colloredo-Wallsee                      | 12. 2. 1874 Praha-Malá Strana  | Marie Rosina Hartmannová z Klarsteinu 27. 10. 1789 Zvíkovec – 21. 3. 1869 Praha | 1. 8. 1833 Praha: Otakar Evžen Czernin z Chudenic (č. 11)                                      | Pohřbena 15. 2. 1874 v hraběcí czerninské rodinné hrobce ve Vinoři.                        | Palácová dáma, majitelka panství (statku) Dymokury. Zemřela ve věku 58 let na ochrnutí srdce. Narodily se jí následující děti: - 1. Oktávie (1834–1857; č. 8) - 2. Děpold (Theobald; 1836–1893; č. 12) - 3. Rosina Josefa, provd. Westphalen zu Fürstenberg (1837–1904; pohřbena v kapli Nejsvětější Trojice v Chlumci) - 4. Bedřich (1839–1942; č. 3) - 5. Antonie (1841–1874; č. 9) - 6. Josef (1842–1923; vlastnil statek Hořákov na Klatovsku, pohřben na Olšanských hřbitovech v Praze) - 7. Prokop (1843–1844; č. 5) - 8. Marie, provd. z Herzogenbergu (1844–1935) - 9. Evžen (1851–1907; č. 14) |
| 11.     | 11.       | Otakar Evžen (Otakar starší) Czernin z Chudenic | 3. 10. 1809 Vídeň              | Wolfgang Maria Czernin z Chudenic (č. 1)                                        | 1. 8. 1833 Praha: Rosina z Colloredo-Wallsee (č. 10)                                           | Pohřben 1. 7. 1886 ve Vinoři.                                                              | 2. hlava vinořské větve Czerninů (1813–1886), c. k. komoří, vládní rada u Všeobecné dvorské komory, poslanec Českého zemského sněmu (1861–1867, 1870–1872), doživotní člen Panské sněmovny rakouské Říšské rady (1881–1886), komandér papežského Řádu sv. Řehoře Velikého, majitel panství (statku) Vinoř. Zemřel jako 76letý na sešlost věkem. |
| 11.     | 11.       | Otakar Evžen (Otakar starší) Czernin z Chudenic | 29. 6. 1886 Vinoř              | Marie Antonie ze Salm-Neuburgu (č. 2)                                           | 1. 8. 1833 Praha: Rosina z Colloredo-Wallsee (č. 10)                                           | Pohřben 1. 7. 1886 ve Vinoři.                                                              | 2. hlava vinořské větve Czerninů (1813–1886), c. k. komoří, vládní rada u Všeobecné dvorské komory, poslanec Českého zemského sněmu (1861–1867, 1870–1872), doživotní člen Panské sněmovny rakouské Říšské rady (1881–1886), komandér papežského Řádu sv. Řehoře Velikého, majitel panství (statku) Vinoř. Zemřel jako 76letý na sešlost věkem. |
| 12.     | 12.       | Děpold (Theobald) Czernin z Chudenic            | 1. 5. 1836 Praha               | Otakar Evžen Czernin z Chudenic (č. 11)                                         | 10. 8. 1870 Praha: Anna Marie Westphalen zu Fürstenberg 13. 3. 1850 Laër – 15. 5. 1924 Hlušice | Pohřben 10. 11. 1893 v hraběcí hrobce na hřbitově.                                         | 3. hlava vinořské větve (1886–1893), c. k. komoří (1867) a tajný rada (1891), major v záloze, rytíř Řádu železné koruny 3. třídy s válečnou dekorací, poslanec Českého zemského sněmu (1870–1872, 1883–1892), doživotní člen Panské sněmovny rakouské Říšské rady (1887–1893), majitel statku Dymokury se Žlunicemi a Vinoř. Zemřel ve věku 57 let na zánět ledvin. Narodilo se mu sedm dětí: - 1. Děpold Josef (1871–1931; pohřben na rodinném hřbitově Czerninů v Dymokurech), převzal velkostatek Dymokury se Žlunicemi a Hlušicemi se zámkem a založil dymokurskou linii - 2. Ottokar (1872–1932; pohřben v Bad Aussee), ministr zahraničí Rakousko-Uherska (1916–1918), spravoval Vinoř - 3. Marie Rosina (1874–1918; č. 16) - 4. Otto Rudolf (1875–1962; pohřben na Aigenském hřbitově v Salzburku), diplomat - 5. Bedřich Karel (1877–1907; č. 13) - 6. Pavel Bedřich (1879–1938; pohřben na hřbitově v Altaussee) - 7. Josef Děpold (1888–1907; č. 15) Manželka byla pohřbena na rodinném hřbitově Czerninů v Dymokurech. |
| 12.     | 12.       | Děpold (Theobald) Czernin z Chudenic            | 6. 11. 1893 Dymokury           | Rosina z Colloredo-Wallsee (č. 10)                                              | 10. 8. 1870 Praha: Anna Marie Westphalen zu Fürstenberg 13. 3. 1850 Laër – 15. 5. 1924 Hlušice | Pohřben 10. 11. 1893 v hraběcí hrobce na hřbitově.                                         | 3. hlava vinořské větve (1886–1893), c. k. komoří (1867) a tajný rada (1891), major v záloze, rytíř Řádu železné koruny 3. třídy s válečnou dekorací, poslanec Českého zemského sněmu (1870–1872, 1883–1892), doživotní člen Panské sněmovny rakouské Říšské rady (1887–1893), majitel statku Dymokury se Žlunicemi a Vinoř. Zemřel ve věku 57 let na zánět ledvin. Narodilo se mu sedm dětí: - 1. Děpold Josef (1871–1931; pohřben na rodinném hřbitově Czerninů v Dymokurech), převzal velkostatek Dymokury se Žlunicemi a Hlušicemi se zámkem a založil dymokurskou linii - 2. Ottokar (1872–1932; pohřben v Bad Aussee), ministr zahraničí Rakousko-Uherska (1916–1918), spravoval Vinoř - 3. Marie Rosina (1874–1918; č. 16) - 4. Otto Rudolf (1875–1962; pohřben na Aigenském hřbitově v Salzburku), diplomat - 5. Bedřich Karel (1877–1907; č. 13) - 6. Pavel Bedřich (1879–1938; pohřben na hřbitově v Altaussee) - 7. Josef Děpold (1888–1907; č. 15) Manželka byla pohřbena na rodinném hřbitově Czerninů v Dymokurech. |
| 13.     | 13.       | Bedřich Karel Czernin z Chudenic                | 8. 5. 1877 Dymokury            | Děpold (Theobald) Czernin z Chudenic (č. 12)                                    |                                                                                                | Pohřben 27. 3. 1907 v hraběcí hrobce na hřbitově.                                          | C. k. komoří (1901) a nadporučík dragounského pluku knížete z Windisch-Graetze č. 14, frekventant 2. ročníku válečné školy. Zemřel ve věku 29 let na endokarditidu (Endocarditis chronica septica). |
| 13.     | 13.       | Bedřich Karel Czernin z Chudenic                | 23. 3. 1907 Hlušice            | Anna Marie Westphalen zu Fürstenberg 13. 3. 1850 Laër – 15. 5. 1924 Hlušice     |                                                                                                | Pohřben 27. 3. 1907 v hraběcí hrobce na hřbitově.                                          | C. k. komoří (1901) a nadporučík dragounského pluku knížete z Windisch-Graetze č. 14, frekventant 2. ročníku válečné školy. Zemřel ve věku 29 let na endokarditidu (Endocarditis chronica septica). |
| 14.     | 12.       | Evžen Czernin z Chudenic                        | 1. 1. 1851 Praha-Nové Město    | Otakar Evžen Czernin z Chudenic (č. 11)                                         |                                                                                                | Pohřben 20. 5. 1907 v hraběcí hrobce na hřbitově.                                          | Doktor práv (Dr. jur.), c. k. komoří. Poslanec Českého zemského sněmu (1888–1901) a rakouské Říšské rady (1887–1907). Zemřel náhle ve věku 56 let na mozkovou mrtvici (Apoplexia cerebri). |
| 14.     | 12.       | Evžen Czernin z Chudenic                        | 12. 5. 1907 Kotor, Dalmácie    | Rosina z Colloredo-Wallsee (č. 10)                                              |                                                                                                | Pohřben 20. 5. 1907 v hraběcí hrobce na hřbitově.                                          | Doktor práv (Dr. jur.), c. k. komoří. Poslanec Českého zemského sněmu (1888–1901) a rakouské Říšské rady (1887–1907). Zemřel náhle ve věku 56 let na mozkovou mrtvici (Apoplexia cerebri). |
| 15.     | 13.       | Josef Děpold Czernin z Chudenic                 | 21. 1. 1888 Chomutov           | Děpold (Theobald) Czernin z Chudenic (č. 12)                                    |                                                                                                | Pohřben 10. 11. 1907 v hraběcí hrobce na hřbitově.                                         | Zemřel ve věku 19 let na střevní tyf. |
| 15.     | 13.       | Josef Děpold Czernin z Chudenic                 | 6. 11. 1907 Hlušice            | Anna Marie Westphalen zu Fürstenberg 13. 3. 1850 Laër – 15. 5. 1924 Hlušice     |                                                                                                | Pohřben 10. 11. 1907 v hraběcí hrobce na hřbitově.                                         | Zemřel ve věku 19 let na střevní tyf. |
| 16.     | 13.       | Marie Rosina Czerninová z Chudenic              | 9. 8. 1874 Dymokury            | Děpold (Theobald) Czernin z Chudenic (č. 12)                                    |                                                                                                | Pohřbena 31. 7. 1918 v hraběcí hrobce na hřbitově.                                         | Zemřela znenadání ve věku 43 let na ochrnutí plic a srdeční vadu. |
| 16.     | 13.       | Marie Rosina Czerninová z Chudenic              | 28. 7. 1918 Hlušice            | Anna Marie Westphalen zu Fürstenberg 13. 3. 1850 Laër – 15. 5. 1924 Hlušice     |                                                                                                | Pohřbena 31. 7. 1918 v hraběcí hrobce na hřbitově.                                         | Zemřela znenadání ve věku 43 let na ochrnutí plic a srdeční vadu. |

### Příbuzenské vztahy pohřbených
Následující schéma znázorňuje příbuzenské vztahy Czerninů. Červeně orámovaní byli pohřbeni v hrobce, arabské číslice odpovídají pořadí úmrtí podle předchozí tabulky. Římské číslice představují pořadí manželky, pokud se některý mužský člen oženil více než jednou. Zeleným orámováním je zvýrazněn Jan Rudolf Czernin z Chudenic (1757–1845), 3. vladař domu hradeckého a chudenického. Modře je zvýrazněn Ottokar Czernin (1872–1932), ministr zahraničních věcí Rakousko-Uherska. Vzhledem k účelu schématu se nejedná o kompletní rodokmen Czerninů.
|                                                 |                                                 |                                                   |                                                   | I. Gundakara Marie Antonie z Colloreda 1728–1757  | I. Gundakara Marie Antonie z Colloreda 1728–1757  | I. Gundakara Marie Antonie z Colloreda 1728–1757  | I. Gundakara Marie Antonie z Colloreda 1728–1757  | I. Gundakara Marie Antonie z Colloreda 1728–1757 | I. Gundakara Marie Antonie z Colloreda 1728–1757 |                                                          |                                                          |                                                          |                                                          |                                                          |                                                          | Prokop Vojtěch Czernin z Chudenic † 1777       | Prokop Vojtěch Czernin z Chudenic † 1777       | Prokop Vojtěch Czernin z Chudenic † 1777       | Prokop Vojtěch Czernin z Chudenic † 1777       | Prokop Vojtěch Czernin z Chudenic † 1777       | Prokop Vojtěch Czernin z Chudenic † 1777       |                                         |                                         |                                        |                                        |                                                    |                                                    | II. Marie Tereza Rajská z Dubnic 1736–1780         | II. Marie Tereza Rajská z Dubnic 1736–1780         | II. Marie Tereza Rajská z Dubnic 1736–1780         | II. Marie Tereza Rajská z Dubnic 1736–1780         | II. Marie Tereza Rajská z Dubnic 1736–1780   | II. Marie Tereza Rajská z Dubnic 1736–1780   |                                                    |                                                    |                                                    |                                                    |                                                    |                                                    |                                           |                                           |                                           |                                           |                                           |                                           |                                          |                                          |                                           |                                           |                                           |                                           |                                           |                                           |                               |                               |                                                    |                                                    |                                                    |                                                    |                                                    |                                                    |  |  |                                    |                                    |                                    |                                    |                                    |                                    |  |  |                                     |                                     |                                     |                                     |                                     |                                     |  |  |  |  |
|                                                 |                                                 |                                                   |                                                   | I. Gundakara Marie Antonie z Colloreda 1728–1757  | I. Gundakara Marie Antonie z Colloreda 1728–1757  | I. Gundakara Marie Antonie z Colloreda 1728–1757  | I. Gundakara Marie Antonie z Colloreda 1728–1757  | I. Gundakara Marie Antonie z Colloreda 1728–1757 | I. Gundakara Marie Antonie z Colloreda 1728–1757 |                                                          |                                                          |                                                          |                                                          |                                                          |                                                          | Prokop Vojtěch Czernin z Chudenic † 1777       | Prokop Vojtěch Czernin z Chudenic † 1777       | Prokop Vojtěch Czernin z Chudenic † 1777       | Prokop Vojtěch Czernin z Chudenic † 1777       | Prokop Vojtěch Czernin z Chudenic † 1777       | Prokop Vojtěch Czernin z Chudenic † 1777       |                                         |                                         |                                        |                                        |                                                    |                                                    | II. Marie Tereza Rajská z Dubnic 1736–1780         | II. Marie Tereza Rajská z Dubnic 1736–1780         | II. Marie Tereza Rajská z Dubnic 1736–1780         | II. Marie Tereza Rajská z Dubnic 1736–1780         | II. Marie Tereza Rajská z Dubnic 1736–1780   | II. Marie Tereza Rajská z Dubnic 1736–1780   |                                                    |                                                    |                                                    |                                                    |                                                    |                                                    |                                           |                                           |                                           |                                           |                                           |                                           |                                          |                                          |                                           |                                           |                                           |                                           |                                           |                                           |                               |                               |                                                    |                                                    |                                                    |                                                    |                                                    |                                                    |  |  |                                    |                                    |                                    |                                    |                                    |                                    |  |  |                                     |                                     |                                     |                                     |                                     |                                     |  |  |  |  |
|                                                 |                                                 |                                                   |                                                   |                                                   |                                                   |                                                   |                                                   |                                                  |                                                  |                                                          |                                                          |                                                          |                                                          |                                                          |                                                          |                                                |                                                |                                                |                                                |                                                |                                                |                                         |                                         |                                        |                                        |                                                    |                                                    |                                                    |                                                    |                                                    |                                                    |                                              |                                              |                                                    |                                                    |                                                    |                                                    |                                                    |                                                    |                                           |                                           |                                           |                                           |                                           |                                           |                                          |                                          |                                           |                                           |                                           |                                           |                                           |                                           |                               |                               |                                                    |                                                    |                                                    |                                                    |                                                    |                                                    |  |  |                                    |                                    |                                    |                                    |                                    |                                    |  |  |                                     |                                     |                                     |                                     |                                     |                                     |  |  |  |  |
|                                                 |                                                 |                                                   |                                                   |                                                   |                                                   |                                                   |                                                   |                                                  |                                                  |                                                          |                                                          |                                                          |                                                          |                                                          |                                                          |                                                |                                                |                                                |                                                |                                                |                                                |                                         |                                         |                                        |                                        |                                                    |                                                    |                                                    |                                                    |                                                    |                                                    |                                              |                                              |                                                    |                                                    |                                                    |                                                    |                                                    |                                                    |                                           |                                           |                                           |                                           |                                           |                                           |                                          |                                          |                                           |                                           |                                           |                                           |                                           |                                           |                               |                               |                                                    |                                                    |                                                    |                                                    |                                                    |                                                    |  |  |                                    |                                    |                                    |                                    |                                    |                                    |  |  |                                     |                                     |                                     |                                     |                                     |                                     |  |  |  |  |
|                                                 |                                                 | Marie Terezie z Schönborn-Heussenstammu 1758–1838 | Marie Terezie z Schönborn-Heussenstammu 1758–1838 | Marie Terezie z Schönborn-Heussenstammu 1758–1838 | Marie Terezie z Schönborn-Heussenstammu 1758–1838 | Marie Terezie z Schönborn-Heussenstammu 1758–1838 | Marie Terezie z Schönborn-Heussenstammu 1758–1838 |                                                  |                                                  | Jan Rudolf Czernin 1757–1845 (JINDŘICHO-) HRADECKÁ VĚTEV | Jan Rudolf Czernin 1757–1845 (JINDŘICHO-) HRADECKÁ VĚTEV | Jan Rudolf Czernin 1757–1845 (JINDŘICHO-) HRADECKÁ VĚTEV | Jan Rudolf Czernin 1757–1845 (JINDŘICHO-) HRADECKÁ VĚTEV | Jan Rudolf Czernin 1757–1845 (JINDŘICHO-) HRADECKÁ VĚTEV | Jan Rudolf Czernin 1757–1845 (JINDŘICHO-) HRADECKÁ VĚTEV |                                                |                                                | 6. Marie Františka Czerninová 1775–1847        | 6. Marie Františka Czerninová 1775–1847        | 6. Marie Františka Czerninová 1775–1847        | 6. Marie Františka Czerninová 1775–1847        | 6. Marie Františka Czerninová 1775–1847 | 6. Marie Františka Czerninová 1775–1847 |                                        |                                        | 1. Wolfgang Maria Czernin 1766–1813 VINOŘSKÁ VĚTEV | 1. Wolfgang Maria Czernin 1766–1813 VINOŘSKÁ VĚTEV | 1. Wolfgang Maria Czernin 1766–1813 VINOŘSKÁ VĚTEV | 1. Wolfgang Maria Czernin 1766–1813 VINOŘSKÁ VĚTEV | 1. Wolfgang Maria Czernin 1766–1813 VINOŘSKÁ VĚTEV | 1. Wolfgang Maria Czernin 1766–1813 VINOŘSKÁ VĚTEV |                                              |                                              | 2. Marie Antonie ze Salm-Neuburgu 1766–1840        | 2. Marie Antonie ze Salm-Neuburgu 1766–1840        | 2. Marie Antonie ze Salm-Neuburgu 1766–1840        | 2. Marie Antonie ze Salm-Neuburgu 1766–1840        | 2. Marie Antonie ze Salm-Neuburgu 1766–1840        | 2. Marie Antonie ze Salm-Neuburgu 1766–1840        |                                           |                                           | 4. Marie Karolína Czerninová 1771–1842    | 4. Marie Karolína Czerninová 1771–1842    | 4. Marie Karolína Czerninová 1771–1842    | 4. Marie Karolína Czerninová 1771–1842    | 4. Marie Karolína Czerninová 1771–1842   | 4. Marie Karolína Czerninová 1771–1842   |                                           |                                           | 7. Karel Thysebaert 1763–1851             | 7. Karel Thysebaert 1763–1851             | 7. Karel Thysebaert 1763–1851             | 7. Karel Thysebaert 1763–1851             | 7. Karel Thysebaert 1763–1851 | 7. Karel Thysebaert 1763–1851 |                                                    |                                                    |                                                    |                                                    |                                                    |                                                    |  |  |                                    |                                    |                                    |                                    |                                    |                                    |  |  |                                     |                                     |                                     |                                     |                                     |                                     |  |  |  |  |
|                                                 |                                                 | Marie Terezie z Schönborn-Heussenstammu 1758–1838 | Marie Terezie z Schönborn-Heussenstammu 1758–1838 | Marie Terezie z Schönborn-Heussenstammu 1758–1838 | Marie Terezie z Schönborn-Heussenstammu 1758–1838 | Marie Terezie z Schönborn-Heussenstammu 1758–1838 | Marie Terezie z Schönborn-Heussenstammu 1758–1838 |                                                  |                                                  | Jan Rudolf Czernin 1757–1845 (JINDŘICHO-) HRADECKÁ VĚTEV | Jan Rudolf Czernin 1757–1845 (JINDŘICHO-) HRADECKÁ VĚTEV | Jan Rudolf Czernin 1757–1845 (JINDŘICHO-) HRADECKÁ VĚTEV | Jan Rudolf Czernin 1757–1845 (JINDŘICHO-) HRADECKÁ VĚTEV | Jan Rudolf Czernin 1757–1845 (JINDŘICHO-) HRADECKÁ VĚTEV | Jan Rudolf Czernin 1757–1845 (JINDŘICHO-) HRADECKÁ VĚTEV |                                                |                                                | 6. Marie Františka Czerninová 1775–1847        | 6. Marie Františka Czerninová 1775–1847        | 6. Marie Františka Czerninová 1775–1847        | 6. Marie Františka Czerninová 1775–1847        | 6. Marie Františka Czerninová 1775–1847 | 6. Marie Františka Czerninová 1775–1847 |                                        |                                        | 1. Wolfgang Maria Czernin 1766–1813 VINOŘSKÁ VĚTEV | 1. Wolfgang Maria Czernin 1766–1813 VINOŘSKÁ VĚTEV | 1. Wolfgang Maria Czernin 1766–1813 VINOŘSKÁ VĚTEV | 1. Wolfgang Maria Czernin 1766–1813 VINOŘSKÁ VĚTEV | 1. Wolfgang Maria Czernin 1766–1813 VINOŘSKÁ VĚTEV | 1. Wolfgang Maria Czernin 1766–1813 VINOŘSKÁ VĚTEV |                                              |                                              | 2. Marie Antonie ze Salm-Neuburgu 1766–1840        | 2. Marie Antonie ze Salm-Neuburgu 1766–1840        | 2. Marie Antonie ze Salm-Neuburgu 1766–1840        | 2. Marie Antonie ze Salm-Neuburgu 1766–1840        | 2. Marie Antonie ze Salm-Neuburgu 1766–1840        | 2. Marie Antonie ze Salm-Neuburgu 1766–1840        |                                           |                                           | 4. Marie Karolína Czerninová 1771–1842    | 4. Marie Karolína Czerninová 1771–1842    | 4. Marie Karolína Czerninová 1771–1842    | 4. Marie Karolína Czerninová 1771–1842    | 4. Marie Karolína Czerninová 1771–1842   | 4. Marie Karolína Czerninová 1771–1842   |                                           |                                           | 7. Karel Thysebaert 1763–1851             | 7. Karel Thysebaert 1763–1851             | 7. Karel Thysebaert 1763–1851             | 7. Karel Thysebaert 1763–1851             | 7. Karel Thysebaert 1763–1851 | 7. Karel Thysebaert 1763–1851 |                                                    |                                                    |                                                    |                                                    |                                                    |                                                    |  |  |                                    |                                    |                                    |                                    |                                    |                                    |  |  |                                     |                                     |                                     |                                     |                                     |                                     |  |  |  |  |
|                                                 |                                                 |                                                   |                                                   |                                                   |                                                   |                                                   |                                                   |                                                  |                                                  |                                                          |                                                          |                                                          |                                                          |                                                          |                                                          |                                                |                                                |                                                |                                                |                                                |                                                |                                         |                                         |                                        |                                        |                                                    |                                                    |                                                    |                                                    |                                                    |                                                    |                                              |                                              |                                                    |                                                    |                                                    |                                                    |                                                    |                                                    |                                           |                                           |                                           |                                           |                                           |                                           |                                          |                                          |                                           |                                           |                                           |                                           |                                           |                                           |                               |                               |                                                    |                                                    |                                                    |                                                    |                                                    |                                                    |  |  |                                    |                                    |                                    |                                    |                                    |                                    |  |  |                                     |                                     |                                     |                                     |                                     |                                     |  |  |  |  |
|                                                 |                                                 |                                                   |                                                   |                                                   |                                                   |                                                   |                                                   |                                                  |                                                  |                                                          |                                                          |                                                          |                                                          |                                                          |                                                          |                                                |                                                |                                                |                                                |                                                |                                                |                                         |                                         |                                        |                                        |                                                    |                                                    |                                                    |                                                    |                                                    |                                                    |                                              |                                              |                                                    |                                                    |                                                    |                                                    |                                                    |                                                    |                                           |                                           |                                           |                                           |                                           |                                           |                                          |                                          |                                           |                                           |                                           |                                           |                                           |                                           |                               |                               |                                                    |                                                    |                                                    |                                                    |                                                    |                                                    |  |  |                                    |                                    |                                    |                                    |                                    |                                    |  |  |                                     |                                     |                                     |                                     |                                     |                                     |  |  |  |  |
|                                                 |                                                 | Oktávie Czerninová 1802–1879                      | Oktávie Czerninová 1802–1879                      | Oktávie Czerninová 1802–1879                      | Oktávie Czerninová 1802–1879                      | Oktávie Czerninová 1802–1879                      | Oktávie Czerninová 1802–1879                      |                                                  |                                                  | Maxmilián Merveldt 1797–1849                             | Maxmilián Merveldt 1797–1849                             | Maxmilián Merveldt 1797–1849                             | Maxmilián Merveldt 1797–1849                             | Maxmilián Merveldt 1797–1849                             | Maxmilián Merveldt 1797–1849                             |                                                |                                                | Marie Henrietta Czerninová 1806–1872           | Marie Henrietta Czerninová 1806–1872           | Marie Henrietta Czerninová 1806–1872           | Marie Henrietta Czerninová 1806–1872           | Marie Henrietta Czerninová 1806–1872    | Marie Henrietta Czerninová 1806–1872    |                                        |                                        | Josef Kinský z Vchynic a Tetova 1806–1862          | Josef Kinský z Vchynic a Tetova 1806–1862          | Josef Kinský z Vchynic a Tetova 1806–1862          | Josef Kinský z Vchynic a Tetova 1806–1862          | Josef Kinský z Vchynic a Tetova 1806–1862          | Josef Kinský z Vchynic a Tetova 1806–1862          |                                              |                                              | 11. Otakar Evžen (Otakar starší) Czernin 1809–1886 | 11. Otakar Evžen (Otakar starší) Czernin 1809–1886 | 11. Otakar Evžen (Otakar starší) Czernin 1809–1886 | 11. Otakar Evžen (Otakar starší) Czernin 1809–1886 | 11. Otakar Evžen (Otakar starší) Czernin 1809–1886 | 11. Otakar Evžen (Otakar starší) Czernin 1809–1886 |                                           |                                           | 10. Rosina z Colloredo-Wallsee 1815–1874  | 10. Rosina z Colloredo-Wallsee 1815–1874  | 10. Rosina z Colloredo-Wallsee 1815–1874  | 10. Rosina z Colloredo-Wallsee 1815–1874  | 10. Rosina z Colloredo-Wallsee 1815–1874 | 10. Rosina z Colloredo-Wallsee 1815–1874 |                                           |                                           |                                           |                                           |                                           |                                           |                               |                               |                                                    |                                                    |                                                    |                                                    |                                                    |                                                    |  |  |                                    |                                    |                                    |                                    |                                    |                                    |  |  |                                     |                                     |                                     |                                     |                                     |                                     |  |  |  |  |
|                                                 |                                                 | Oktávie Czerninová 1802–1879                      | Oktávie Czerninová 1802–1879                      | Oktávie Czerninová 1802–1879                      | Oktávie Czerninová 1802–1879                      | Oktávie Czerninová 1802–1879                      | Oktávie Czerninová 1802–1879                      |                                                  |                                                  | Maxmilián Merveldt 1797–1849                             | Maxmilián Merveldt 1797–1849                             | Maxmilián Merveldt 1797–1849                             | Maxmilián Merveldt 1797–1849                             | Maxmilián Merveldt 1797–1849                             | Maxmilián Merveldt 1797–1849                             |                                                |                                                | Marie Henrietta Czerninová 1806–1872           | Marie Henrietta Czerninová 1806–1872           | Marie Henrietta Czerninová 1806–1872           | Marie Henrietta Czerninová 1806–1872           | Marie Henrietta Czerninová 1806–1872    | Marie Henrietta Czerninová 1806–1872    |                                        |                                        | Josef Kinský z Vchynic a Tetova 1806–1862          | Josef Kinský z Vchynic a Tetova 1806–1862          | Josef Kinský z Vchynic a Tetova 1806–1862          | Josef Kinský z Vchynic a Tetova 1806–1862          | Josef Kinský z Vchynic a Tetova 1806–1862          | Josef Kinský z Vchynic a Tetova 1806–1862          |                                              |                                              | 11. Otakar Evžen (Otakar starší) Czernin 1809–1886 | 11. Otakar Evžen (Otakar starší) Czernin 1809–1886 | 11. Otakar Evžen (Otakar starší) Czernin 1809–1886 | 11. Otakar Evžen (Otakar starší) Czernin 1809–1886 | 11. Otakar Evžen (Otakar starší) Czernin 1809–1886 | 11. Otakar Evžen (Otakar starší) Czernin 1809–1886 |                                           |                                           | 10. Rosina z Colloredo-Wallsee 1815–1874  | 10. Rosina z Colloredo-Wallsee 1815–1874  | 10. Rosina z Colloredo-Wallsee 1815–1874  | 10. Rosina z Colloredo-Wallsee 1815–1874  | 10. Rosina z Colloredo-Wallsee 1815–1874 | 10. Rosina z Colloredo-Wallsee 1815–1874 |                                           |                                           |                                           |                                           |                                           |                                           |                               |                               |                                                    |                                                    |                                                    |                                                    |                                                    |                                                    |  |  |                                    |                                    |                                    |                                    |                                    |                                    |  |  |                                     |                                     |                                     |                                     |                                     |                                     |  |  |  |  |
|                                                 |                                                 |                                                   |                                                   |                                                   |                                                   |                                                   |                                                   |                                                  |                                                  |                                                          |                                                          |                                                          |                                                          |                                                          |                                                          |                                                |                                                |                                                |                                                |                                                |                                                |                                         |                                         |                                        |                                        |                                                    |                                                    |                                                    |                                                    |                                                    |                                                    |                                              |                                              |                                                    |                                                    |                                                    |                                                    |                                                    |                                                    |                                           |                                           |                                           |                                           |                                           |                                           |                                          |                                          |                                           |                                           |                                           |                                           |                                           |                                           |                               |                               |                                                    |                                                    |                                                    |                                                    |                                                    |                                                    |  |  |                                    |                                    |                                    |                                    |                                    |                                    |  |  |                                     |                                     |                                     |                                     |                                     |                                     |  |  |  |  |
|                                                 |                                                 |                                                   |                                                   |                                                   |                                                   |                                                   |                                                   |                                                  |                                                  |                                                          |                                                          |                                                          |                                                          |                                                          |                                                          |                                                |                                                |                                                |                                                |                                                |                                                |                                         |                                         |                                        |                                        |                                                    |                                                    |                                                    |                                                    |                                                    |                                                    |                                              |                                              |                                                    |                                                    |                                                    |                                                    |                                                    |                                                    |                                           |                                           |                                           |                                           |                                           |                                           |                                          |                                          |                                           |                                           |                                           |                                           |                                           |                                           |                               |                               |                                                    |                                                    |                                                    |                                                    |                                                    |                                                    |  |  |                                    |                                    |                                    |                                    |                                    |                                    |  |  |                                     |                                     |                                     |                                     |                                     |                                     |  |  |  |  |
| 8. Oktávie Czerninová 1834–1857                 | 8. Oktávie Czerninová 1834–1857                 | 8. Oktávie Czerninová 1834–1857                   | 8. Oktávie Czerninová 1834–1857                   | 8. Oktávie Czerninová 1834–1857                   | 8. Oktávie Czerninová 1834–1857                   |                                                   |                                                   | 12. Děpold (Theobald) Czernin 1836–1893          | 12. Děpold (Theobald) Czernin 1836–1893          | 12. Děpold (Theobald) Czernin 1836–1893                  | 12. Děpold (Theobald) Czernin 1836–1893                  | 12. Děpold (Theobald) Czernin 1836–1893                  | 12. Děpold (Theobald) Czernin 1836–1893                  |                                                          |                                                          | Anna Marie Westphalen zu Fürstenberg 1850–1924 | Anna Marie Westphalen zu Fürstenberg 1850–1924 | Anna Marie Westphalen zu Fürstenberg 1850–1924 | Anna Marie Westphalen zu Fürstenberg 1850–1924 | Anna Marie Westphalen zu Fürstenberg 1850–1924 | Anna Marie Westphalen zu Fürstenberg 1850–1924 |                                         |                                         | 3. Bedřich Czernin 1839–1842           | 3. Bedřich Czernin 1839–1842           | 3. Bedřich Czernin 1839–1842                       | 3. Bedřich Czernin 1839–1842                       | 3. Bedřich Czernin 1839–1842                       | 3. Bedřich Czernin 1839–1842                       |                                                    |                                                    | 9. Antonie Czerninová 1841–1874              | 9. Antonie Czerninová 1841–1874              | 9. Antonie Czerninová 1841–1874                    | 9. Antonie Czerninová 1841–1874                    | 9. Antonie Czerninová 1841–1874                    | 9. Antonie Czerninová 1841–1874                    |                                                    |                                                    | Ferdinand z Fünfkirchenu 1834–1898        | Ferdinand z Fünfkirchenu 1834–1898        | Ferdinand z Fünfkirchenu 1834–1898        | Ferdinand z Fünfkirchenu 1834–1898        | Ferdinand z Fünfkirchenu 1834–1898        | Ferdinand z Fünfkirchenu 1834–1898        |                                          |                                          | Josef Czernin 1842–1923                   | Josef Czernin 1842–1923                   | Josef Czernin 1842–1923                   | Josef Czernin 1842–1923                   | Josef Czernin 1842–1923                   | Josef Czernin 1842–1923                   |                               |                               | Marie Des Fours-Walderode 1850–1923                | Marie Des Fours-Walderode 1850–1923                | Marie Des Fours-Walderode 1850–1923                | Marie Des Fours-Walderode 1850–1923                | Marie Des Fours-Walderode 1850–1923                | Marie Des Fours-Walderode 1850–1923                |  |  | 5. Prokop Czernin 1843–1844        | 5. Prokop Czernin 1843–1844        | 5. Prokop Czernin 1843–1844        | 5. Prokop Czernin 1843–1844        | 5. Prokop Czernin 1843–1844        | 5. Prokop Czernin 1843–1844        |  |  | 14. Evžen Czernin 1851–1907         | 14. Evžen Czernin 1851–1907         | 14. Evžen Czernin 1851–1907         | 14. Evžen Czernin 1851–1907         | 14. Evžen Czernin 1851–1907         | 14. Evžen Czernin 1851–1907         |  |  |  |  |
| 8. Oktávie Czerninová 1834–1857                 | 8. Oktávie Czerninová 1834–1857                 | 8. Oktávie Czerninová 1834–1857                   | 8. Oktávie Czerninová 1834–1857                   | 8. Oktávie Czerninová 1834–1857                   | 8. Oktávie Czerninová 1834–1857                   |                                                   |                                                   | 12. Děpold (Theobald) Czernin 1836–1893          | 12. Děpold (Theobald) Czernin 1836–1893          | 12. Děpold (Theobald) Czernin 1836–1893                  | 12. Děpold (Theobald) Czernin 1836–1893                  | 12. Děpold (Theobald) Czernin 1836–1893                  | 12. Děpold (Theobald) Czernin 1836–1893                  |                                                          |                                                          | Anna Marie Westphalen zu Fürstenberg 1850–1924 | Anna Marie Westphalen zu Fürstenberg 1850–1924 | Anna Marie Westphalen zu Fürstenberg 1850–1924 | Anna Marie Westphalen zu Fürstenberg 1850–1924 | Anna Marie Westphalen zu Fürstenberg 1850–1924 | Anna Marie Westphalen zu Fürstenberg 1850–1924 |                                         |                                         | 3. Bedřich Czernin 1839–1842           | 3. Bedřich Czernin 1839–1842           | 3. Bedřich Czernin 1839–1842                       | 3. Bedřich Czernin 1839–1842                       | 3. Bedřich Czernin 1839–1842                       | 3. Bedřich Czernin 1839–1842                       |                                                    |                                                    | 9. Antonie Czerninová 1841–1874              | 9. Antonie Czerninová 1841–1874              | 9. Antonie Czerninová 1841–1874                    | 9. Antonie Czerninová 1841–1874                    | 9. Antonie Czerninová 1841–1874                    | 9. Antonie Czerninová 1841–1874                    |                                                    |                                                    | Ferdinand z Fünfkirchenu 1834–1898        | Ferdinand z Fünfkirchenu 1834–1898        | Ferdinand z Fünfkirchenu 1834–1898        | Ferdinand z Fünfkirchenu 1834–1898        | Ferdinand z Fünfkirchenu 1834–1898        | Ferdinand z Fünfkirchenu 1834–1898        |                                          |                                          | Josef Czernin 1842–1923                   | Josef Czernin 1842–1923                   | Josef Czernin 1842–1923                   | Josef Czernin 1842–1923                   | Josef Czernin 1842–1923                   | Josef Czernin 1842–1923                   |                               |                               | Marie Des Fours-Walderode 1850–1923                | Marie Des Fours-Walderode 1850–1923                | Marie Des Fours-Walderode 1850–1923                | Marie Des Fours-Walderode 1850–1923                | Marie Des Fours-Walderode 1850–1923                | Marie Des Fours-Walderode 1850–1923                |  |  | 5. Prokop Czernin 1843–1844        | 5. Prokop Czernin 1843–1844        | 5. Prokop Czernin 1843–1844        | 5. Prokop Czernin 1843–1844        | 5. Prokop Czernin 1843–1844        | 5. Prokop Czernin 1843–1844        |  |  | 14. Evžen Czernin 1851–1907         | 14. Evžen Czernin 1851–1907         | 14. Evžen Czernin 1851–1907         | 14. Evžen Czernin 1851–1907         | 14. Evžen Czernin 1851–1907         | 14. Evžen Czernin 1851–1907         |  |  |  |  |
|                                                 |                                                 |                                                   |                                                   |                                                   |                                                   |                                                   |                                                   |                                                  |                                                  |                                                          |                                                          |                                                          |                                                          |                                                          |                                                          |                                                |                                                |                                                |                                                |                                                |                                                |                                         |                                         |                                        |                                        |                                                    |                                                    |                                                    |                                                    |                                                    |                                                    |                                              |                                              |                                                    |                                                    |                                                    |                                                    |                                                    |                                                    |                                           |                                           |                                           |                                           |                                           |                                           |                                          |                                          |                                           |                                           |                                           |                                           |                                           |                                           |                               |                               |                                                    |                                                    |                                                    |                                                    |                                                    |                                                    |  |  |                                    |                                    |                                    |                                    |                                    |                                    |  |  |                                     |                                     |                                     |                                     |                                     |                                     |  |  |  |  |
|                                                 |                                                 |                                                   |                                                   |                                                   |                                                   |                                                   |                                                   |                                                  |                                                  |                                                          |                                                          |                                                          |                                                          |                                                          |                                                          |                                                |                                                |                                                |                                                |                                                |                                                |                                         |                                         |                                        |                                        |                                                    |                                                    |                                                    |                                                    |                                                    |                                                    |                                              |                                              |                                                    |                                                    |                                                    |                                                    |                                                    |                                                    |                                           |                                           |                                           |                                           |                                           |                                           |                                          |                                          |                                           |                                           |                                           |                                           |                                           |                                           |                               |                               |                                                    |                                                    |                                                    |                                                    |                                                    |                                                    |  |  |                                    |                                    |                                    |                                    |                                    |                                    |  |  |                                     |                                     |                                     |                                     |                                     |                                     |  |  |  |  |
| Děpold Josef Czernin 1871–1931 DYMOKURSKÁ VĚTEV | Děpold Josef Czernin 1871–1931 DYMOKURSKÁ VĚTEV | Děpold Josef Czernin 1871–1931 DYMOKURSKÁ VĚTEV   | Děpold Josef Czernin 1871–1931 DYMOKURSKÁ VĚTEV   | Děpold Josef Czernin 1871–1931 DYMOKURSKÁ VĚTEV   | Děpold Josef Czernin 1871–1931 DYMOKURSKÁ VĚTEV   |                                                   |                                                   | Marie Anna Kinská z Vchynic a Tetova 1885–1952   | Marie Anna Kinská z Vchynic a Tetova 1885–1952   | Marie Anna Kinská z Vchynic a Tetova 1885–1952           | Marie Anna Kinská z Vchynic a Tetova 1885–1952           | Marie Anna Kinská z Vchynic a Tetova 1885–1952           | Marie Anna Kinská z Vchynic a Tetova 1885–1952           |                                                          |                                                          | 16. Marie Rosina Czerninová 1874–1918          | 16. Marie Rosina Czerninová 1874–1918          | 16. Marie Rosina Czerninová 1874–1918          | 16. Marie Rosina Czerninová 1874–1918          | 16. Marie Rosina Czerninová 1874–1918          | 16. Marie Rosina Czerninová 1874–1918          |                                         |                                         | 13. Bedřich Karel Czernin 1877–1907    | 13. Bedřich Karel Czernin 1877–1907    | 13. Bedřich Karel Czernin 1877–1907                | 13. Bedřich Karel Czernin 1877–1907                | 13. Bedřich Karel Czernin 1877–1907                | 13. Bedřich Karel Czernin 1877–1907                |                                                    |                                                    | Pavel Bedřich Czernin 1879–1938              | Pavel Bedřich Czernin 1879–1938              | Pavel Bedřich Czernin 1879–1938                    | Pavel Bedřich Czernin 1879–1938                    | Pavel Bedřich Czernin 1879–1938                    | Pavel Bedřich Czernin 1879–1938                    |                                                    |                                                    | Marie Gabriela Orsini-Rosenberg 1879–1951 | Marie Gabriela Orsini-Rosenberg 1879–1951 | Marie Gabriela Orsini-Rosenberg 1879–1951 | Marie Gabriela Orsini-Rosenberg 1879–1951 | Marie Gabriela Orsini-Rosenberg 1879–1951 | Marie Gabriela Orsini-Rosenberg 1879–1951 |                                          |                                          | Ottokar (Otakar mladší) Czernin 1872–1932 | Ottokar (Otakar mladší) Czernin 1872–1932 | Ottokar (Otakar mladší) Czernin 1872–1932 | Ottokar (Otakar mladší) Czernin 1872–1932 | Ottokar (Otakar mladší) Czernin 1872–1932 | Ottokar (Otakar mladší) Czernin 1872–1932 |                               |                               | Marie Klotilda Kinská z Vchynic a Tetova 1878–1945 | Marie Klotilda Kinská z Vchynic a Tetova 1878–1945 | Marie Klotilda Kinská z Vchynic a Tetova 1878–1945 | Marie Klotilda Kinská z Vchynic a Tetova 1878–1945 | Marie Klotilda Kinská z Vchynic a Tetova 1878–1945 | Marie Klotilda Kinská z Vchynic a Tetova 1878–1945 |  |  | 15. Josef Děpold Czernin 1888–1907 | 15. Josef Děpold Czernin 1888–1907 | 15. Josef Děpold Czernin 1888–1907 | 15. Josef Děpold Czernin 1888–1907 | 15. Josef Děpold Czernin 1888–1907 | 15. Josef Děpold Czernin 1888–1907 |  |  |                                     |                                     |                                     |                                     |                                     |                                     |  |  |  |  |
| Děpold Josef Czernin 1871–1931 DYMOKURSKÁ VĚTEV | Děpold Josef Czernin 1871–1931 DYMOKURSKÁ VĚTEV | Děpold Josef Czernin 1871–1931 DYMOKURSKÁ VĚTEV   | Děpold Josef Czernin 1871–1931 DYMOKURSKÁ VĚTEV   | Děpold Josef Czernin 1871–1931 DYMOKURSKÁ VĚTEV   | Děpold Josef Czernin 1871–1931 DYMOKURSKÁ VĚTEV   |                                                   |                                                   | Marie Anna Kinská z Vchynic a Tetova 1885–1952   | Marie Anna Kinská z Vchynic a Tetova 1885–1952   | Marie Anna Kinská z Vchynic a Tetova 1885–1952           | Marie Anna Kinská z Vchynic a Tetova 1885–1952           | Marie Anna Kinská z Vchynic a Tetova 1885–1952           | Marie Anna Kinská z Vchynic a Tetova 1885–1952           |                                                          |                                                          | 16. Marie Rosina Czerninová 1874–1918          | 16. Marie Rosina Czerninová 1874–1918          | 16. Marie Rosina Czerninová 1874–1918          | 16. Marie Rosina Czerninová 1874–1918          | 16. Marie Rosina Czerninová 1874–1918          | 16. Marie Rosina Czerninová 1874–1918          |                                         |                                         | 13. Bedřich Karel Czernin 1877–1907    | 13. Bedřich Karel Czernin 1877–1907    | 13. Bedřich Karel Czernin 1877–1907                | 13. Bedřich Karel Czernin 1877–1907                | 13. Bedřich Karel Czernin 1877–1907                | 13. Bedřich Karel Czernin 1877–1907                |                                                    |                                                    | Pavel Bedřich Czernin 1879–1938              | Pavel Bedřich Czernin 1879–1938              | Pavel Bedřich Czernin 1879–1938                    | Pavel Bedřich Czernin 1879–1938                    | Pavel Bedřich Czernin 1879–1938                    | Pavel Bedřich Czernin 1879–1938                    |                                                    |                                                    | Marie Gabriela Orsini-Rosenberg 1879–1951 | Marie Gabriela Orsini-Rosenberg 1879–1951 | Marie Gabriela Orsini-Rosenberg 1879–1951 | Marie Gabriela Orsini-Rosenberg 1879–1951 | Marie Gabriela Orsini-Rosenberg 1879–1951 | Marie Gabriela Orsini-Rosenberg 1879–1951 |                                          |                                          | Ottokar (Otakar mladší) Czernin 1872–1932 | Ottokar (Otakar mladší) Czernin 1872–1932 | Ottokar (Otakar mladší) Czernin 1872–1932 | Ottokar (Otakar mladší) Czernin 1872–1932 | Ottokar (Otakar mladší) Czernin 1872–1932 | Ottokar (Otakar mladší) Czernin 1872–1932 |                               |                               | Marie Klotilda Kinská z Vchynic a Tetova 1878–1945 | Marie Klotilda Kinská z Vchynic a Tetova 1878–1945 | Marie Klotilda Kinská z Vchynic a Tetova 1878–1945 | Marie Klotilda Kinská z Vchynic a Tetova 1878–1945 | Marie Klotilda Kinská z Vchynic a Tetova 1878–1945 | Marie Klotilda Kinská z Vchynic a Tetova 1878–1945 |  |  | 15. Josef Děpold Czernin 1888–1907 | 15. Josef Děpold Czernin 1888–1907 | 15. Josef Děpold Czernin 1888–1907 | 15. Josef Děpold Czernin 1888–1907 | 15. Josef Děpold Czernin 1888–1907 | 15. Josef Děpold Czernin 1888–1907 |  |  |                                     |                                     |                                     |                                     |                                     |                                     |  |  |  |  |
|                                                 |                                                 |                                                   |                                                   |                                                   |                                                   |                                                   |                                                   |                                                  |                                                  |                                                          |                                                          |                                                          |                                                          |                                                          |                                                          |                                                |                                                |                                                |                                                |                                                |                                                |                                         |                                         |                                        |                                        |                                                    |                                                    |                                                    |                                                    |                                                    |                                                    |                                              |                                              |                                                    |                                                    |                                                    |                                                    |                                                    |                                                    |                                           |                                           |                                           |                                           |                                           |                                           |                                          |                                          |                                           |                                           |                                           |                                           |                                           |                                           |                               |                               |                                                    |                                                    |                                                    |                                                    |                                                    |                                                    |  |  |                                    |                                    |                                    |                                    |                                    |                                    |  |  |                                     |                                     |                                     |                                     |                                     |                                     |  |  |  |  |
|                                                 |                                                 |                                                   |                                                   |                                                   |                                                   |                                                   |                                                   |                                                  |                                                  |                                                          |                                                          |                                                          |                                                          |                                                          |                                                          |                                                |                                                |                                                |                                                |                                                |                                                |                                         |                                         |                                        |                                        |                                                    |                                                    |                                                    |                                                    |                                                    |                                                    |                                              |                                              |                                                    |                                                    |                                                    |                                                    |                                                    |                                                    |                                           |                                           |                                           |                                           |                                           |                                           |                                          |                                          |                                           |                                           |                                           |                                           |                                           |                                           |                               |                               |                                                    |                                                    |                                                    |                                                    |                                                    |                                                    |  |  |                                    |                                    |                                    |                                    |                                    |                                    |  |  |                                     |                                     |                                     |                                     |                                     |                                     |  |  |  |  |
| Rudolf Děpold Czernin 1904–1984                 | Rudolf Děpold Czernin 1904–1984                 | Rudolf Děpold Czernin 1904–1984                   | Rudolf Děpold Czernin 1904–1984                   | Rudolf Děpold Czernin 1904–1984                   | Rudolf Děpold Czernin 1904–1984                   |                                                   |                                                   | Friderike, roz. Wenckheimová 1911–1991           | Friderike, roz. Wenckheimová 1911–1991           | Friderike, roz. Wenckheimová 1911–1991                   | Friderike, roz. Wenckheimová 1911–1991                   | Friderike, roz. Wenckheimová 1911–1991                   | Friderike, roz. Wenckheimová 1911–1991                   |                                                          |                                                          | Humprecht Ottokar Czernin 1909–1944            | Humprecht Ottokar Czernin 1909–1944            | Humprecht Ottokar Czernin 1909–1944            | Humprecht Ottokar Czernin 1909–1944            | Humprecht Ottokar Czernin 1909–1944            | Humprecht Ottokar Czernin 1909–1944            |                                         |                                         | Maria Ida, roz. Lobkowiczová 1917–2002 | Maria Ida, roz. Lobkowiczová 1917–2002 | Maria Ida, roz. Lobkowiczová 1917–2002             | Maria Ida, roz. Lobkowiczová 1917–2002             | Maria Ida, roz. Lobkowiczová 1917–2002             | Maria Ida, roz. Lobkowiczová 1917–2002             |                                                    |                                                    | Jan Nepomuk Czernin (Páter Václav) 1915–1967 | Jan Nepomuk Czernin (Páter Václav) 1915–1967 | Jan Nepomuk Czernin (Páter Václav) 1915–1967       | Jan Nepomuk Czernin (Páter Václav) 1915–1967       | Jan Nepomuk Czernin (Páter Václav) 1915–1967       | Jan Nepomuk Czernin (Páter Václav) 1915–1967       |                                                    |                                                    | Děpold Petr Czernin 1898–1974 nebo 1975   | Děpold Petr Czernin 1898–1974 nebo 1975   | Děpold Petr Czernin 1898–1974 nebo 1975   | Děpold Petr Czernin 1898–1974 nebo 1975   | Děpold Petr Czernin 1898–1974 nebo 1975   | Děpold Petr Czernin 1898–1974 nebo 1975   |                                          |                                          | Margarete, roz. Rousová 1909–1998         | Margarete, roz. Rousová 1909–1998         | Margarete, roz. Rousová 1909–1998         | Margarete, roz. Rousová 1909–1998         | Margarete, roz. Rousová 1909–1998         | Margarete, roz. Rousová 1909–1998         |                               |                               | I. Beatrix, roz. Mertonová * 1910                  | I. Beatrix, roz. Mertonová * 1910                  | I. Beatrix, roz. Mertonová * 1910                  | I. Beatrix, roz. Mertonová * 1910                  | I. Beatrix, roz. Mertonová * 1910                  | I. Beatrix, roz. Mertonová * 1910                  |  |  | Ferdinand Karel Czernin 1903–1965  | Ferdinand Karel Czernin 1903–1965  | Ferdinand Karel Czernin 1903–1965  | Ferdinand Karel Czernin 1903–1965  | Ferdinand Karel Czernin 1903–1965  | Ferdinand Karel Czernin 1903–1965  |  |  | II. Helen, roz. Mamouliniová * 1921 | II. Helen, roz. Mamouliniová * 1921 | II. Helen, roz. Mamouliniová * 1921 | II. Helen, roz. Mamouliniová * 1921 | II. Helen, roz. Mamouliniová * 1921 | II. Helen, roz. Mamouliniová * 1921 |  |  |  |  |
| Rudolf Děpold Czernin 1904–1984                 | Rudolf Děpold Czernin 1904–1984                 | Rudolf Děpold Czernin 1904–1984                   | Rudolf Děpold Czernin 1904–1984                   | Rudolf Děpold Czernin 1904–1984                   | Rudolf Děpold Czernin 1904–1984                   |                                                   |                                                   | Friderike, roz. Wenckheimová 1911–1991           | Friderike, roz. Wenckheimová 1911–1991           | Friderike, roz. Wenckheimová 1911–1991                   | Friderike, roz. Wenckheimová 1911–1991                   | Friderike, roz. Wenckheimová 1911–1991                   | Friderike, roz. Wenckheimová 1911–1991                   |                                                          |                                                          | Humprecht Ottokar Czernin 1909–1944            | Humprecht Ottokar Czernin 1909–1944            | Humprecht Ottokar Czernin 1909–1944            | Humprecht Ottokar Czernin 1909–1944            | Humprecht Ottokar Czernin 1909–1944            | Humprecht Ottokar Czernin 1909–1944            |                                         |                                         | Maria Ida, roz. Lobkowiczová 1917–2002 | Maria Ida, roz. Lobkowiczová 1917–2002 | Maria Ida, roz. Lobkowiczová 1917–2002             | Maria Ida, roz. Lobkowiczová 1917–2002             | Maria Ida, roz. Lobkowiczová 1917–2002             | Maria Ida, roz. Lobkowiczová 1917–2002             |                                                    |                                                    | Jan Nepomuk Czernin (Páter Václav) 1915–1967 | Jan Nepomuk Czernin (Páter Václav) 1915–1967 | Jan Nepomuk Czernin (Páter Václav) 1915–1967       | Jan Nepomuk Czernin (Páter Václav) 1915–1967       | Jan Nepomuk Czernin (Páter Václav) 1915–1967       | Jan Nepomuk Czernin (Páter Václav) 1915–1967       |                                                    |                                                    | Děpold Petr Czernin 1898–1974 nebo 1975   | Děpold Petr Czernin 1898–1974 nebo 1975   | Děpold Petr Czernin 1898–1974 nebo 1975   | Děpold Petr Czernin 1898–1974 nebo 1975   | Děpold Petr Czernin 1898–1974 nebo 1975   | Děpold Petr Czernin 1898–1974 nebo 1975   |                                          |                                          | Margarete, roz. Rousová 1909–1998         | Margarete, roz. Rousová 1909–1998         | Margarete, roz. Rousová 1909–1998         | Margarete, roz. Rousová 1909–1998         | Margarete, roz. Rousová 1909–1998         | Margarete, roz. Rousová 1909–1998         |                               |                               | I. Beatrix, roz. Mertonová * 1910                  | I. Beatrix, roz. Mertonová * 1910                  | I. Beatrix, roz. Mertonová * 1910                  | I. Beatrix, roz. Mertonová * 1910                  | I. Beatrix, roz. Mertonová * 1910                  | I. Beatrix, roz. Mertonová * 1910                  |  |  | Ferdinand Karel Czernin 1903–1965  | Ferdinand Karel Czernin 1903–1965  | Ferdinand Karel Czernin 1903–1965  | Ferdinand Karel Czernin 1903–1965  | Ferdinand Karel Czernin 1903–1965  | Ferdinand Karel Czernin 1903–1965  |  |  | II. Helen, roz. Mamouliniová * 1921 | II. Helen, roz. Mamouliniová * 1921 | II. Helen, roz. Mamouliniová * 1921 | II. Helen, roz. Mamouliniová * 1921 | II. Helen, roz. Mamouliniová * 1921 | II. Helen, roz. Mamouliniová * 1921 |  |  |  |  |

### Rozmístění rakví a náhrobní nápisy
Čísla nad jménem odpovídají pořadí úmrtí podle předchozí tabulky. Nápisy na deskách jsou v některých případech majuskulním písmem, zde jsou však uvedeny minuskulou. Texty nápisů vycházejí z publikace Umělecké památky Prahy. Velká Praha 2. V–Ž, s. 1058, ale nejsou zcela přesné, jak vyplývá z fotografií.
| Čelní stěna                                                                                                 | Čelní stěna | Čelní stěna | Čelní stěna                                                                            |
| --- | --- | --- | -------------------------------------------------------------------------------------- |
| 16. | | |                                                                                        |
| Marie narozena 9. srpna 1874 zemřela 28. července 1918                                                      | | |                                                                                        |
| 8. | 11. | 10. | 14.                                                                                    |
| Oktavia narozena dne 5. prosince 1834 zemřela v Pánu dne 5. prosince 1857                                   | Ottokar říšský hrabě z Chudenic narozen 2. října 1809 zemřel 29. června 1886                                                        | Rosina rozená říšská hraběnka Colloredo Wallsee palácová dáma Jejího Veličenstva císařovny Alžběty majitelka velkostatku Dymokury narozena 1. srpna 1815 zemřela 12. srpna 1874 | Eugen c. a k. komoří a doktor práv narozen 1. ledna 1851 zemřel 12. května 1907        |
| 3. | 1. | 2. | 5.                                                                                     |
| Bedřich narozen dne 6. srpna 1839 umřel dne 20. února 1842                                                  | Wolfgang C. k. komorník. Plukownjk w wogsku. Komendator c. k. Řádu Leopoldowa narozen dne 2. února 1776 umřel dne 21. prosince 1813 | Antoninka rozená hraběnka Salm Neu= burg ??? dáma palácu a Řádu kříže hwězdniho narozena 17. dubna 1776 umřela 31. března 1840                                                  | Prokop narozen dne 10. září 1843 ??? dne 27. února 1844                                |
| Levá stěna                                                                                                  | | |                                                                                        |
| | | |                                                                                        |
| | | |                                                                                        |
| | | |                                                                                        |
| | | |                                                                                        |
| 15. | 13. | 12. |                                                                                        |
| Josef 21. ledna 1888 6. prosince 1907                                                                       | Bedřich říšský hrabě c. a k. komoří a nadporučík dragounského pluku knížete z Windischgraetzu č. 14 8. května 1877 23. dubna 1907   | Děpold říšský hrabě, c. a k. skutečný tajný rada a komoří 1. května 1836 6. listopadu 1893                                                                                      |                                                                                        |
| Pravá stěna                                                                                                 | | |                                                                                        |
| | | |                                                                                        |
| | | |                                                                                        |
| | | |                                                                                        |
| | | |                                                                                        |
| 4. | 6. | 7. | 9.                                                                                     |
| Karolinka prowdaná sw. panj z Thysebaert dáma Řádu kříže hwězdného narozena 15. 4. 1771 zemřela 20. 3. 1842 | Marie kapitulárka c. k. swobodnoswětského Ústawu šlechtičen u swatých Angelů w Praze narozena 10. 3. 1775 zemřela 15. 4. 1847       | Karel swobodný pán z Thysebaert cís. král. komoří 15. 9. 1763 3. 3. 1851 | Antonia provdaná hraběnka Fuenfkirchen dáma Hvězdokřížového řádu 3. 1. 1841 6. 1. 1874 |